# Општина Писку Веки (Долж)
Писку Веки (рум. Piscu Vechi) општина је у Румунији у округу Долж.
Oпштина се налази на надморској висини од 38 m.